# Empire Burlesque
| Recensione                    | Giudizio     |
| ----------------------------- | ------------ |
| AllMusic                      | [ 1 ]        |
| Christgau's Record Guide      | B+           |
| Entertainment Weekly          | C+           |
| Rolling Stone                 | (favorevole) |
| MusicHound Rock               | 2/5          |
| The Rolling Stone Album Guide | [ 6 ]        |

Empire Burlesque è il ventitreesimo album in studio del cantautore Bob Dylan, pubblicato dalla Columbia Records nel giugno 1985.
Le tecniche di produzione utilizzate per Empire Burlesque sono tipiche degli anni ottanta. Raggiunse la posizione numero 33 negli Stati uniti e la numero 11 nel Regno Unito.

## Tracce
Testi e musiche di Bob Dylan.
1. Tight Connection to My Heart (Has Anybody Seen My Love) – 5:19
2. Seeing the Real You at Last – 4:18
3. I'll Remember You – 4:12
4. Clean Cut Kid – 4:14
5. Never Gonna Be the Same Again – 3:06
6. Trust Yourself – 3:26
7. Emotionally Yours – 4:36
8. When the Night Comes Falling from the Sky – 7:18
9. Something's Burning, Baby – 4:51
10. Dark Eyes – 5:04

## Formazione
- Bob Dylan – voce, chitarra (2, 4, 6, 8, 10), tastiere (1, 5), piano (3, 7), armonica (10)
- Peggi Blu – cori (1, 4, 5)
- Debra Byrd – cori (5, 6)
- Mike Campbell – chitarra (2, 3, 6, 7)
- Chops – corno inglese (2)
- Alan Clark – sintetizzatore (5)
- Carolyn Dennis – cori (1, 4, 5, 6)
- Sly Dunbar – batteria (1, 5, 8)
- Howie Epstein – basso (3, 7)
- Anton Fig – batteria (4)
- Bob Glaub – basso (2)
- Don Heffington – batteria(2, 9)
- Ira Ingber – chitarra (9)
- Bashiri Johnson – percussioni (2, 6, 8)
- Jim Keltner – batteria (3, 6, 7)
- Stuart Kimball – chitarra elettrica (8)
- Al Kooper – chitarra ritmica (8)
- Queen Esther Marrow – cori (1, 4, 5, 6)
- Sid McGinnis – chitarra (5)
- Vince Melamed – sintetizzatore (9)
- Jon Paris – basso (4)
- Ted Perlman – chitarra (1)
- Madelyn Quebec – voce (3, 6, 8, 9)
- Richard Scher – sintetizzatore (1, 5, 8, 9), fiati sintetici (7)
- Mick Taylor – chitarra (1)
- Robbie Shakespeare – basso (1, 5, 6, 8, 9)
- Benmont Tench – tastiere (2, 6), piano (4), organo Hammond (7)
- Urban Blight – fiati (8)
- David Watson – sassofono (2)
- Ronnie Wood – chitarra (4)